# Chaetostoma dermorhynchum
Chaetostoma dermorhynchum är en fiskart som beskrevs av Boulenger, 1887. Chaetostoma dermorhynchum ingår i släktet Chaetostoma och familjen Loricariidae. Inga underarter finns listade i Catalogue of Life.